# Neuer Jüdischer Friedhof (Bad Segeberg)

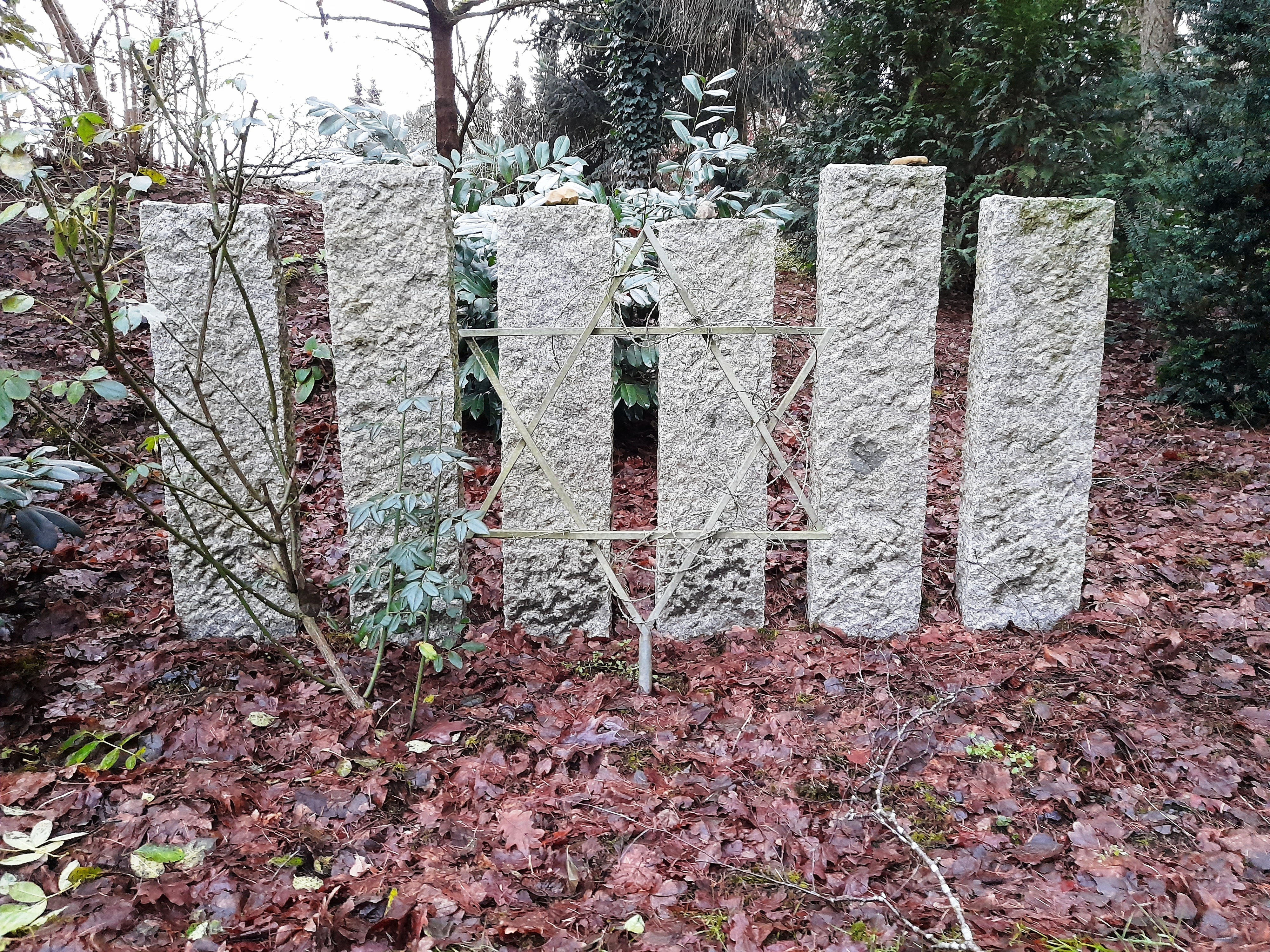
Das Schoahmahnmal auf dem Neuen Friedhof, 2021

Der Neue Jüdische Friedhof von Bad Segeberg, der Kreisstadt des gleichnamigen Kreises in Schleswig-Holstein, liegt in unmittelbarer Nähe des städtischen Ihlwaldfriedhofs.

## Geschichte
Die alte jüdische Gemeinde von Bad Segeberg war in der Zeit des Nationalsozialismus zerschlagen worden, ihre Mitglieder wurden vertrieben oder ermordet. Auf dem von dieser Gemeinde 1792 angelegten alten Jüdischer Friedhof wurde mit Luise Dorothea Johanna Goldstein 1936 letztmals ein Gemeindemitglied beerdigt. Danach erlosch das jüdische Leben in Bad Segeberg. Anfang des Jahres 2002 gründete sich in der Stadt eine kleine jüdische Gemeinde. Ihr Einzugsgebiet erstreckt sich über den Kreis Bad Segeberg. 

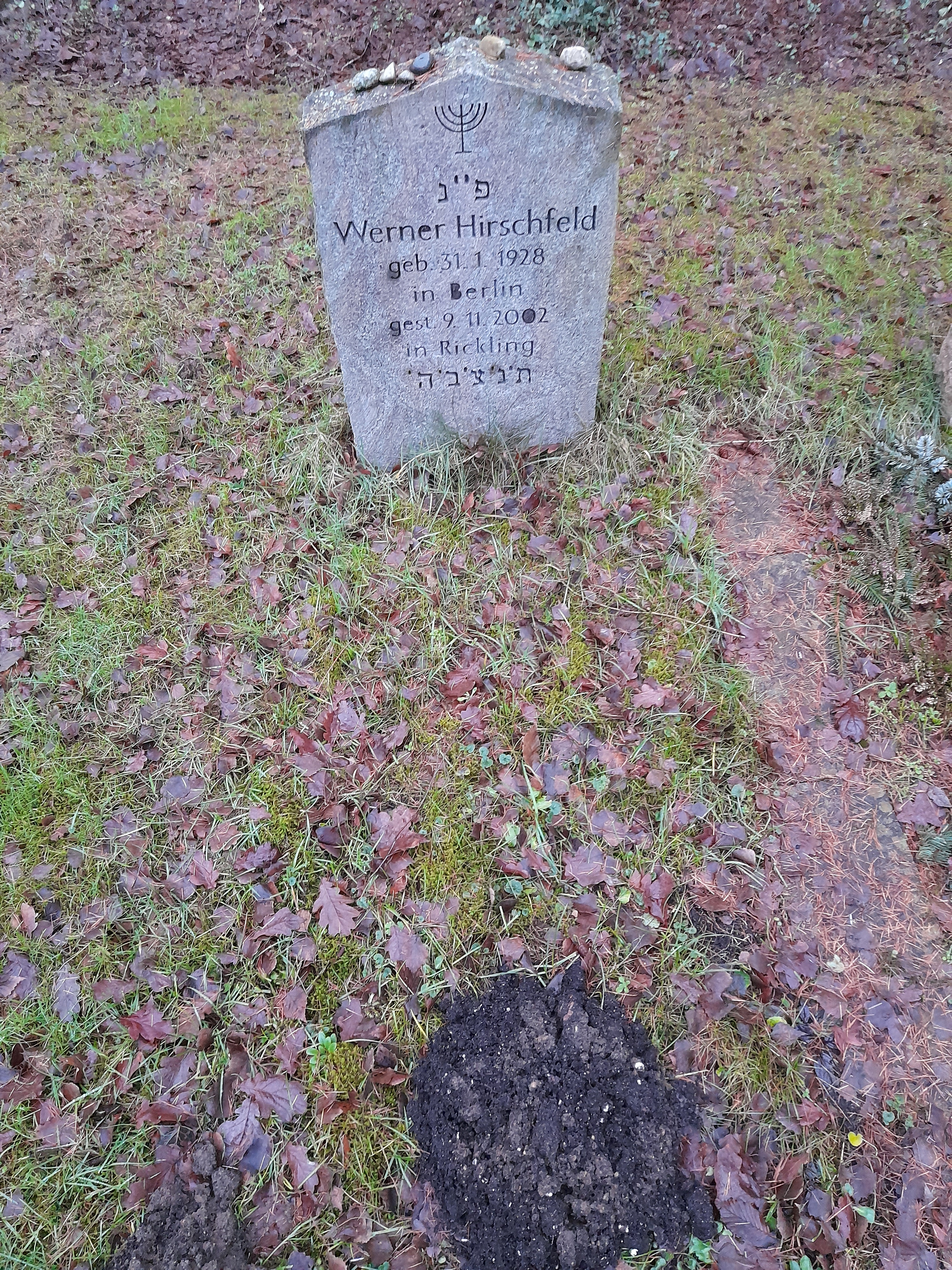
Mazevah Werner Hirschfelds (1928–2002), erster Bestatteter auf dem Neuen Friedhof, Photo 2021

Der Friedhof wurde noch im Gründungsjahr der Gemeinde mit finanzieller Unterstützung des Jüdischen Kultur- und Fördervereins der Stadt Bad Segeberg und des Landes Schleswig-Holstein eingerichtet. 2006 gehörten der Gemeinde ca. 150 Personen an. Inzwischen wurden auf dem neuen Friedhof mehrere Beisetzungen vorgenommen.